# グリゴリー・ガリツィン
グリゴリー・ガリツィン（Grigori Galitsin, 1957年 - 2021年11月13日）は、ロシアの写真家。

## 生涯
オデッサ近郊のラズデルナヤ（Razdelnaya）に生まれる。祖父が1947年に旧ドイツ軍から購入した初期ライカ・モデルが彼の最初のカメラとなった。サンクトペテルブルク美術アカデミーで古典絵画を専攻し、画家として出発。
ペレストロイカとソ連の崩壊に刺激されガリツィンは写真に転向し、1996年から作品を主にインターネット上で公開し活躍する。ガリツィンのヌード写真はすぐに世界的な注目を浴びた。2002年から自らのウェッブ・サイトを開催。世界有数のアート系ヌードサイトとして人気を誇り「エロチック・フォトグラフィーのツァー（皇帝）」などと呼ばれる。(作品例1作品例2)
作品は、成人であるにもかかわらず「ニンフェット」としての無垢さを所有する美しく肌の白いロシアン・モデルを使ったソフトエロチズム、ロリータのアートが特徴。高名なアート系ヌードサイトMost Erotic Teens（MET ART）にも1999年から作品を提供している。ウェッブ上の展示で世界的名声を得たインターネット時代を象徴する人物。2005年現在、ヴォルゴグラードに在住。

## 作品集
- Galitsin's Angels. von Grigori Galitsin. 2005．ISBN:3934020348